# Mujer con cafetera
Mujer con cafetera es un cuadro del pintor francés Paul Cézanne, conocido en francés como La Femme à la cafetière. Está realizado en óleo sobre lienzo. Mide 130,5 cm de alto y 96,5 cm de ancho. Fue pintado entre 1890 y 1895. Actualmente, se encuentra en el Museo de Orsay, París, Francia. 
Es un cuadro producido en la década de 1890, época de madurez del pintor. Como en su obra Los jugadores de naipes, también aquí el personaje está fuertemente anclado en su decorado. En este caso se trata de la gobernanta del pintor, que se encuentra en un interior doméstico. La retrata sentada sobre un punto de apoyo que no se ve, vestida de azul y con una expresión severa.
Sobre el fondo hay una puerta de madera, mientras que a su izquierda se ve una mesa con una cafetera y una taza con cucharilla, una auténtica naturaleza muerta por sí misma. En el borde izquierdo de la tela, hay unas rosas adornándola.
No pretende Cézanne una reproducción exacta, fotográfica, del modelo. Buscaba el pintor experimentar las leyes de su pintura, construir la verdad con sus propios medios artísticos. Para caracterizar al personaje retratado le basta la actitud equilibrada y la fisonomía simplificada de la mujer. La persona produce así la misma impresión que el bodegón sobre la mesa.